# Серджо Маненте
Серджо Маненте (італ. Sergio Manente, 10 грудня 1924, Удіне — 14 березня 1993, Удіне) — італійський футболіст, що грав на позиції флангового захисника, зокрема за «Ювентус», а також національну збірну Італії. По завершенні ігрової кар'єри — тренер.
Дворазовий чемпіон Італії. 

## Клубна кар'єра
У дорослому футболі дебютував 1942 року виступами за команду «Удінезе» з рідного міста, за яку взяв участь у 34 матчах чемпіонату. 
Протягом 1946—1948 років захищав кольори «Аталанти», після чого приєднався до «Ювентуса», одного з лідерів тогочасного італійського футболу. Був основним фланговим захисником «старої сеньйори» протягом наступних семи сезонів. Двічі, в сезонах 1949/50 і 1951/52 виборював титул чемпіона Італії.
Згодом у 1955—1957 роках захищав кольори «Ланероссі», після чого повернувся до рідного «Удінезе», в якому провів останні три сезони своєї ігрової кар'єри.

## Виступи за збірну
У травні 1952 року провів свій єдиний офіційний матч у складі національної збірної Італії.

## Кар'єра тренера
Завершивши ігрову кар'єру, залишився у клубній структурі «Удінезе». Протягом частини сезону 1961/62 був головним тренером його команди.
Згодом протягом 1960-х і 1970-х років тренував низку італійських клубних команд, зокрема «Тревізо», «Алессандрію» та «Венецію». Протягом 1973–1975 років знову був очільником тренерського штабу рідного «Удінезе».
Помер 14 березня 1993 року на 69-му році життя в Удіне.
| Дата      | Місто     | Господарі | Результат | Гості  | Турнір           | Голи | Примітки |
| --------- | --------- | --------- | --------- | ------ | ---------------- | ---- | -------- |
| 18-5-1952 | Флоренція | Італія    | 1 – 1     | Англія | товариський матч | -    |          |
| Усього    |           | Матчів    | 1         |        | Голів            | 0    |          |

## Титули і досягнення
- Чемпіон Італії (2):

«Ювентус»: 1949-1950, 1951-1952